# Артёменко, Анатолий Павлович
Анато́лий Па́влович Артёменко (1918—2019) — участник Великой Отечественной войны, командир эскадрильи 93-го гвардейского штурмового авиационного полка 5-й гвардейской штурмовой авиационной дивизии 2-го гвардейского штурмового авиационного корпуса 2-й воздушной армии 1-го Украинского фронта, гвардии капитан.
Герой Советского Союза (27 июня 1945), генерал-майор авиации в запасе (с 1975 года).

## Биография
Родился 19 декабря 1918 года в селе Старая Кантакузенка, ныне село Прибужаны Вознесенского района Николаевской области Украины, в семье крестьянина. Украинец. В 1934 году окончил 7 классов, а затем Николаевский строительный техникум и аэроклуб. Работал в аэроклубе инструктором.
В Красной Армии с 1940 года. В 1941 году окончил Херсонскую военно-авиационную школу пилотов. Служил в ней лётчиком-инструктором. Участник Великой Отечественной войны с июня 1943 года. Член ВКП(б)/КПСС с 1943 года. Командир эскадрильи 93-го гвардейского штурмового авиационного полка (5-я гвардейская штурмовая авиационная дивизия, 2-й гвардейский штурмовой авиационный корпус, 2-я воздушная армия, 1-й Украинский фронт) гвардии капитан Анатолий Артёменко к марту 1945 года совершил 159 боевых вылетов на штурмовку укреплений, скоплений живой силы и техники противника. В воздушных боях сбил 3 вражеских бомбардировщика и 1 истребитель. Всего за войну отважный летчик совершил 182 успешных боевых вылета.
24 июня 1945 года в составе 1-го Украинского фронта участвовал в первом параде Победы на Красной площади в Москве.
Указом Президиума Верховного Совета СССР от 27 июня 1945 года за образцовое выполнение боевых заданий командования на фронте борьбы с немецко-фашистскими захватчиками и проявленные при этом мужество и героизм, гвардии капитану Анатолию Павловичу Артёменко присвоено звание Героя Советского Союза с вручением ордена Ленина и медали «Золотая Звезда» (№ 6589).
После войны отважный летчик продолжал службу в ВВС СССР. В 1953 году с отличием окончил Военно-политическую академию имени В. И. Ленина. Был заместителем командира 448-го штурмового авиационного полка по политчасти, а затем инспектором Политуправления ВВС. В 1957—1959 годах — инструктор Отдела административных органов ЦК КПСС, откуда направляется начальником политотдела истребительного авиационного корпуса Группы советских войск в Германии.
В 1966 году А. П. Артёменко присвоено звание генерал-майора авиации. Был заместителем командира − начальником политотдела Научно-исследовательского института авиационной и космической медицины. В 1970 году А. П. Артёменко направляется в Военно-политическую академию имени В. И. Ленина начальником авиационного факультета.
С 1975 года генерал-майор авиации А. П. Артеменко — в запасе. Работал во Всесоюзном обществе «Знание», где возглавлял секцию военно-патриотического воспитания молодежи. Принимал активное участие в ветеранском движении района Дорогомилово города Москвы, многие годы являлся председателем первичной ветеранской организации № 2. Почётный житель муниципального округа Дорогомилово (2015).
В 2018 году отметил 100-летний юбилей. Ушёл из жизни 27 мая 2019 года. 30 мая похоронен на Троекуровском кладбище возле могилы супруги.

## Семья
После войны женился на Артёменко (Сигалет) Надежде Петровне (1927—2011). В браке родились дочь Алла (1947 г.р.), дочь Наталия (1953 г.р.) и сын Владимир. У них шесть внуков и четверо правнуков (после его смерти, в 2020 году родилась правнучка Мирослава Артеменко).

## Награды
- Медаль «Золотая Звезда» Героя Советского Союза (№ 6589)
- Орден Ленина
- Два ордена Красного Знамени
- Орден Александра Невского
- Орден Отечественной войны I степени
- Орден Отечественной войны II степени
- Орден Красной Звезды
- Орден «За службу Родине в Вооружённых Силах СССР» III степени
- Ордена США и СРР
- Медаль «За победу над Германией в Великой Отечественной войне 1941—1945 гг.»
- Юбилейная медаль «Двадцать лет Победы в Великой Отечественной войне 1941—1945 гг.»
- Юбилейная медаль «Тридцать лет Победы в Великой Отечественной войне 1941—1945 гг.»
- Юбилейная медаль «Сорок лет Победы в Великой Отечественной войне 1941—1945 гг.»
- Медали СССР
- Медали РФ